# 多位点序列分型
多位点序列分型（Multilocus sequence typing, MLST）是一种分子生物学分析方法。
该技术通过分析管家基因核心片段的核酸序列，对菌株的等位基因和DNA序列，进行比较性分析。多位点序列分型方法大量应用于研究不同的抗生素抵抗株、毒力或抗原的相关特殊基因型，以及新变异株引起的疾病流行病学研究。